# Violence sexuelle pendant le génocide des Tutsi au Rwanda
Au cours du génocide des Tutsi au Rwanda en 1994, des violences sexuelles systématiques frappent jusqu'à un demi-million de femmes et d'enfants victimes de viols, de mutilations sexuelles et d'assassinats. Dans le cadre de ce conflit, le Tribunal pénal international pour le Rwanda (TPIR) prononce, pour la première fois, des condamnations pour viol en tant qu'arme de génocide car ces violences généralisées contre les femmes et les enfants ont été commises dans l'intention de détruire, en tout ou en partie, un groupe ethnique particulier,.
Les viols de masse sont perpétrés par les milices Interahamwe, par des Hutus de la société civile, hommes et femmes, par des soldats des Forces rwandaises de défense et par la garde présidentielle du Rwanda. La campagne de violences systématiques est orchestrée par des chefs politiques et militaires, à l'échelle nationale et locale, afin de servir leur objectif : détruire le groupe ethnique des Tutsis,.
Les violences contre les femmes sont accompagnées d'une vaste campagne de propagande, dans les médias écrits et à la radio, selon laquelle les Tutsies sont indignes de confiance et s'opposent à la majorité Hutu. Les femmes fécondées par la contrainte lors du conflit donnent naissance à des enfants de guerre, dont le nombre varie de 2 000 à 10 000 selon les estimations.

## Viol en tant qu'arme de génocide
Au cours du génocide, les extrémistes Hutu retirent des hôpitaux des centaines de patients atteints du virus de l'immunodéficience humaine (VIH) et les organisent en « escadrons du viol », dans l'intention de contaminer les victimes et de leur infliger une « mort lente et inexorable ». Obijiofor Aginam considère que, si l'histoire regorge de récits de viols en temps de guerre, les confits plus récents sont marqués par la multiplication des crimes de viol en tant qu'arme de guerre. L'auteur déclare que la campagne d'infection délibérée par le VIH est attestée par les témoignages des survivantes. Françoise Nduwimana recense ces témoignages des victimes de viol, dont le suivant : « pendant 60 jours, mon corps a été exploité comme une voie publique à la merci de tous les voyous, miliciens et soldats du district... Ces hommes m'ont totalement détruite, ils m'ont fait tant de mal. Ils me violaient devant mes six enfants... Il y a trois ans, j'ai découvert que je suis séropositive. Il ne fait aucun doute que la contamination remonte à ces viols ». Pour Aginam, ces témoignages prouvent l'intention claire, chez les violeurs, de contaminer les femmes avec le VIH.
Les survivantes attestent que l'exposition au VIH constitue une stratégie délibérée car les criminels, avant de les violer, leur annoncent qu'ils ne comptent pas les tuer dans l'immédiat mais au contraire leur infliger une mort lente par le VIH. Dans une enquête auprès de 1 200 veuves issues du génocide, deux tiers des victimes sont séropositives et le taux de contamination est multiplié au moins par deux dans les secteurs ruraux après le génocide. Également, les chiffres démontrent que près du trois quarts des femmes victimes de viols sont positives aux maladies sexuellement transmissibles. Il n'existe pas de données sur la quantité de victimes qui, ayant succombé aux effets du SIDA après 1994, ont contracté le virus à cause des viols commis pendant le génocide.
Même si les femmes tutsies sont la cible principale des violences, les femmes hutues modérées, elles aussi, subissent des viols. En outre, les violences frappent les femmes hutues mariées avec des hommes tutsis ainsi que les hutues qui ont caché des Tutsi. Dans un témoignage, Maria Louise Niyobuhungiro raconte que des sentinelles issues de la population locale et des hommes hutus la surveillent alors qu'elle subit jusqu'à cinq viols chaque jour ; et, si la sentinelle est une femme, la victime ne reçoit aucune marque de gentillesse, aucun secours et elle est forcée de cultiver la terre entre les viols.
Les viols contre les femmes tutsies visent aussi à détruire leurs aptitudes procréatives. Elles sont violées que ce soit collectivement ou individuellement. Parfois, après les viols, elles subissent des mutilations sexuelles, y compris par l'introduction dans leur vagin de machettes, de couteaux, de bâtons pointus, d'eau bouillante et d'acide. Les génocidaires gardent leurs victimes en détention pendant plusieurs semaines pour les réduire en esclavage sexuel.
Le major Brent Beardsley, assistant de Roméo Dallaire, témoigne devant le TPIR. En réponse à la question des violences sexuelles qu'il a observées, il déclare que les coups mortels étaient souvent portés aux organes reproducteurs et que les victimes étaient volontairement tailladées au niveau des seins et du vagin. Il raconte avoir vu les corps de filles, dès l'âge de six ou sept ans, violées avec tant de brutalité que leurs vagins étaient rompus ou enflés après des agressions collectives. Il conclut par ces paroles : « Les massacres tuent le corps. Les viols tuent l'esprit. Et il y avait de nombreux viols. Partout où nous allions, depuis le 19 avril jusqu'au moment de notre départ, les viols étaient omniprésents près des lieux des tueries ».

## Estimations du nombre de victimes
Les recherches laissent penser que pratiquement toutes les rescapées âgées d'au moins douze ans ont subi des viols. D'après René Degni-Ségui, rapporteur spécial auprès des Nations-Unies, « le viol était la règle générale et l'absence de viol, une exception ».
En 1996, Degni-Ségui estime que le nombre de femmes et de filles violées correspond à une fourchette comprise entre 250 000 et 500 000 victimes. Ce nombre reflète les cas de viols documentés ainsi que le nombre de bébés de guerre qui sont nés. Selon Degni-Ségui, en déclarant 15 700 faits de viol, le ministère rwandais de la famille et de la protection des femmes propose très probablement une sous-estimation, car les victimes peuvent attendre des années pour signaler le crime et certaines n'en parlent sans doute jamais. Il examine aussi les estimations du personnel médical, qui recense une naissance pour 100 cas de viol ; mais ces statistiques n'incluent pas les femmes assassinées. Au sujet des atrocités, il déclare : « le viol était systématique et il était utilisé comme une "arme" par les auteurs des massacres. Cette conclusion s'appuie sur le nombre et le profil des victimes ainsi que sur les différentes formes de viol ».
Bijleveld, Morssinkhof et Smeulers considèrent que 354 440 femmes ont subi des viols. Ils étudient les témoignages des victimes ainsi que le nombre de femmes qui ont subi des grossesses forcées ; ces chiffres s'ajoutent au nombre connu des victimes qui ont été violées puis assassinées. Ils annoncent que « presque toutes les rescapées tutsies ont subi des viols ».

## Propagande
La propagande pro-Hutu joue un rôle déterminant à la fois dans le génocide et dans les violences sexuelles. Les médias présentent les femmes tutsies comme « une cinquième colonne sexuellement attirante et complice des ennemis des Hutus ». La brutalité des violences sexuelles et la complicité de femmes hutues dans les attaques laissent penser que cette propagande réussit à mobiliser tant les hommes que les femmes pour participer au génocide.
L'une des premières victimes est Agathe Uwilingiyimana, première femme à exercer la fonction de premier ministre. Au cours des douze mois en amont du génocide, la propagande et la littérature politique extrémistes la dépeignent comme une menace envers la nation et comme une personne aux mœurs légères.
Au début des années 1990, plus de douze journaux sont lancés, en kinyarwanda ou en français, pour amplifier méthodiquement les tensions inter-ethniques. En décembre 1990, Kangura publie « Les Dix commandements du Hutu », dont quatre visent les femmes en particulier,. Kangura invite tous les Hutus à se montrer vigilants envers les Tutsi, qu'il désigne sous le nom d'« Inyenzi » (« cafard »), ainsi qu'envers leurs prétendus complices. Dans une entretien avec Human Rights Watch, une femme hutue déclare : « selon la propagande, les Tutsi cachaient les ennemis des Hutus et à cette fin, ils passaient par leurs belles femmes. Tout le monde a compris le sens de ces paroles ». Selon certains dessins de presse, les Tutsies adoptent une attitude de provocation sexuelle. L'un des dessins de Kangura décrit le chef des casques bleus dans une posture amoureuse avec deux femmes tutsies, accompagné de la légende : « le général Dallaire et ses hommes sont tombés dans les griffes des femmes fatales ». Un autre dessin représente des tutsies en plein ébat amoureux avec trois parachutistes belges. Les propagandistes, via la presse écrite et la Radio télévision libre des Mille Collines, décrivent les tutsies comme des « séductrices perfides qui sapent les Hutus ». Les soldats de l'armée n'ont pas le droit d'épouser des tutsies, présentées comme des êtres arrogants et laids qui pensent que les hommes hutus sont des inférieurs.

## Conséquences
Les rescapées portent le poids de la stigmatisation et souvent, elles sont lésées dans leurs droits à la propriété et à l'héritage et leurs perspective d'embauche se dégradent. Le Bureau rwandais de la population nationale estime qu'entre 2 000 et 5 000 enfants sont issus des violences. Toutefois, les groupes de victimes pensent que ce nombre est sous-estimé et que les violences ont entraîné 10 000 naissances. Ces enfants eux-mêmes sont stigmatisés et surnommés les enfants mauvais souvenir ou enfants indésirés.
En outre, les rescapées vivent avec la culpabilité du survivant et dans la souffrance psychique car leurs agresseurs ne répondent pas de leurs crimes. En 1995, des femmes devenues veuves pendant le génocide fondent l'Association des Veuves du Génocide Agahozo pour recenser les besoins des veuves rescapées ou des femmes violées. L'étendue des viols est vite reconnue par des organisations pour les droits humains ; l'ouvrage Shattered Lives: Sexual Violence During the Rwandan Genocide and Its Aftermath de Binaifer Nowrojee devient l'un des travaux les plus cités dans les rapports d'ONG au cours des trente dernières années.

## Procès des criminels

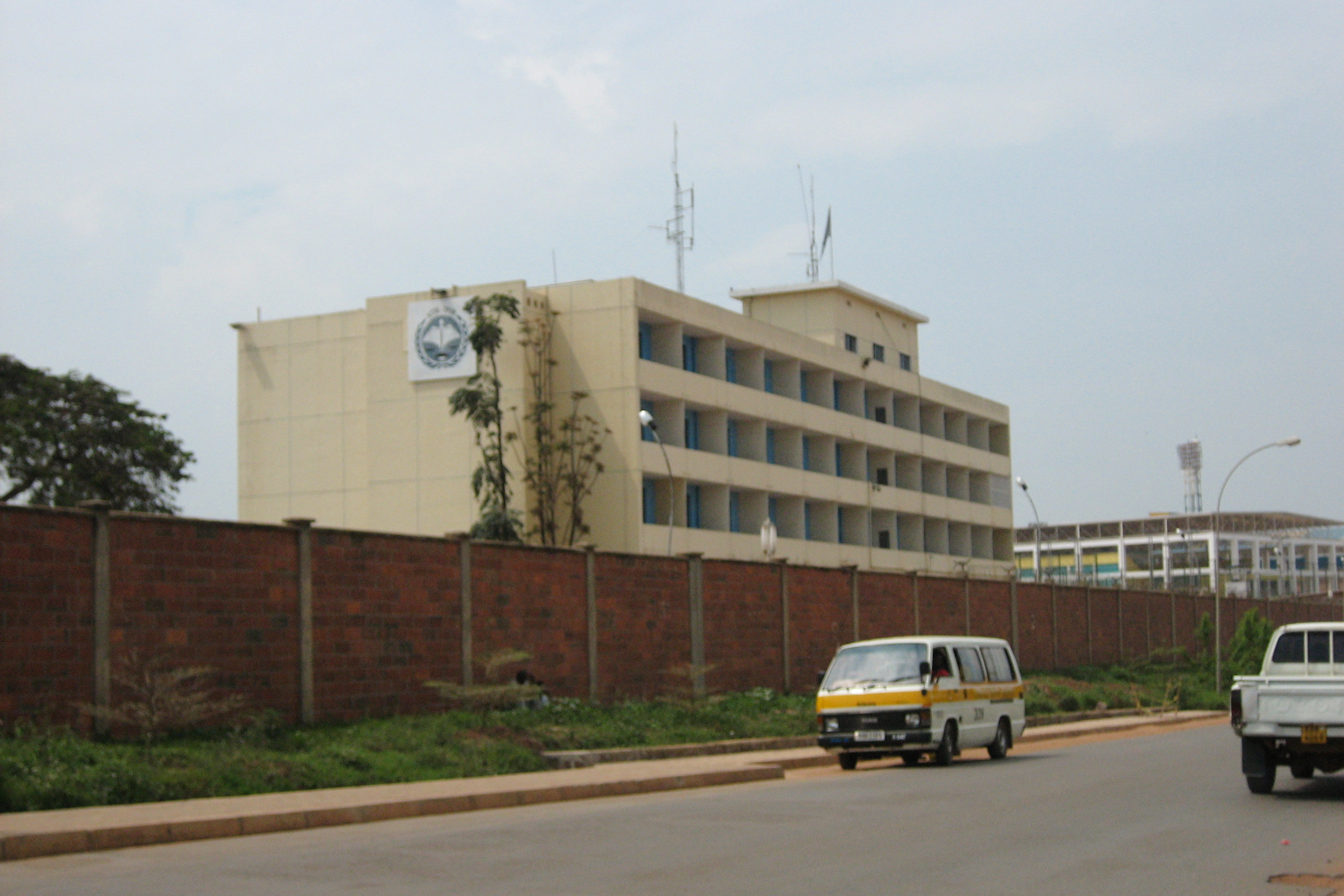
Un bâtiment du Tribunal pénal international pour le Rwanda à Kigali.

Les preuves présentées devant le Tribunal pénal international pour le Rwanda (TPIR) montrent que les dirigeants politiques hutus ordonnent de commettre des viols généralisés.
Jean-Paul Akayesu devient la première personne condamnée pour le recours au viol en tant que forme de génocide,. À l'origine, la violence contre les femmes ne figure pas dans l'acte d'accusation contre Akayesu ; néanmoins, cet acte est modifié sous la pression des ONG. Au cours du procès contre Akayesu, le TPIR affirme que la violence sexuelle, y compris le viol, fait partie des crimes décrits dans le paragraphe b (« atteinte grave à l'intégrité physique ou mentale de membres du groupe ») de la Convention pour la prévention et la répression du crime de génocide car ces viols s'inscrivent dans une intention de détruire, en tout ou en partie, un groupe spécifique, comme tel,.
Le TPIR considère également que la violence sexuelle contre les Tutsies s'inscrit dans la stratégie systématique du génocide. À ce titre, les conclusions rendues contre Akayesu, à savoir que le viol peut être un acte constitutif de génocide, représentent une évolution majeure dans la jurisprudence et la répression du génocide. Le 2 septembre 1998, Akayesu est condamné à la prison à vie car il est reconnu coupable de génocide et de crime contre l'humanité, dont le viol en tant qu'arme de génocide.
La première femme accusée de viol en tant qu'arme de génocide est Pauline Nyiramasuhuko, personnalité politique qui assure la fonction de ministre de la Famille et du Progrès des femmes à l'époque du conflit. Le TPIR établit que : « Entre le 19 avril et fin juin 1994, Nyiramasuhuko, Ntahobali, les Interahamwe et les soldats se sont rendus au Bureau de la préfecture de Butare pour enlever des centaines de Tutsi ; les réfugiées tutsies ont subi des agressions physiques et des viols ; et les réfugiées tutsies ont été assassinées à divers endroits dans la commune de Ngoma ».
Pendant le procès des médias, Hassan Ngeze (rédacteur en chef de Kangura), Ferdinand Nahimana et Jean-Bosco Barayagwiza (fondateurs de la RTLM) comparaissent pour répondre aux accusations. Le TPIR juge que les « Dix commandements du Hutu » ainsi qu'un autre article, « Les appels à la conscience des Hutus », diffusent « le mépris et la haine envers le groupe ethnique des Tutsi, en particulier contre les tutsies dénoncées comme des agents ennemis, et ils appelaient le lectorat à prendre toutes les mesures nécessaires pour arrêter les ennemis, en désignant la population tutsie ».